# Захарків Микола Степанович
Микола Степанович Захарків (псевдо.: «Скала»;нар. 1912, с. Заланів, нині Рогатинський район, Івано-Франківська область – пом. 17 листопада 1948, с. Дички, нині Рогатинський район, Івано-Франківська область) — діяч ОУНР, лицар «Бронзового хреста бойової заслуги».

## Життєпис
Народився у сім'ї місцевих селян. Освіта — початкова. Кущовий провідник ОУН (1945—1948). Загинув у бою з облавниками.

## Нагороди
- Згідно з Наказом військового штабу воєнної округи 2 «Буг» ч. 2/49 від 30.11.1949 р. керівник кущового проводу ОУН Микола Захарків — «Скала» нагороджений Бронзовим хрестом бойової заслуги УПА.